# Malużyn
Malużyn es un pueblo de Polonia, en Mazovia.  Se encuentra en el distrito (Gmina) de Glinojeck, perteneciente al condado (Powiat) de Ciechanów. Se encuentra aproximadamente a 12 km al sureste de Glinojeck, 20 km al suroeste de Ciechanów, y a 72 km  al noroeste de Varsovia. Su población es de 370 habitantes.
Entre 1975 y 1998 perteneció al voivodato de Ciechanów.

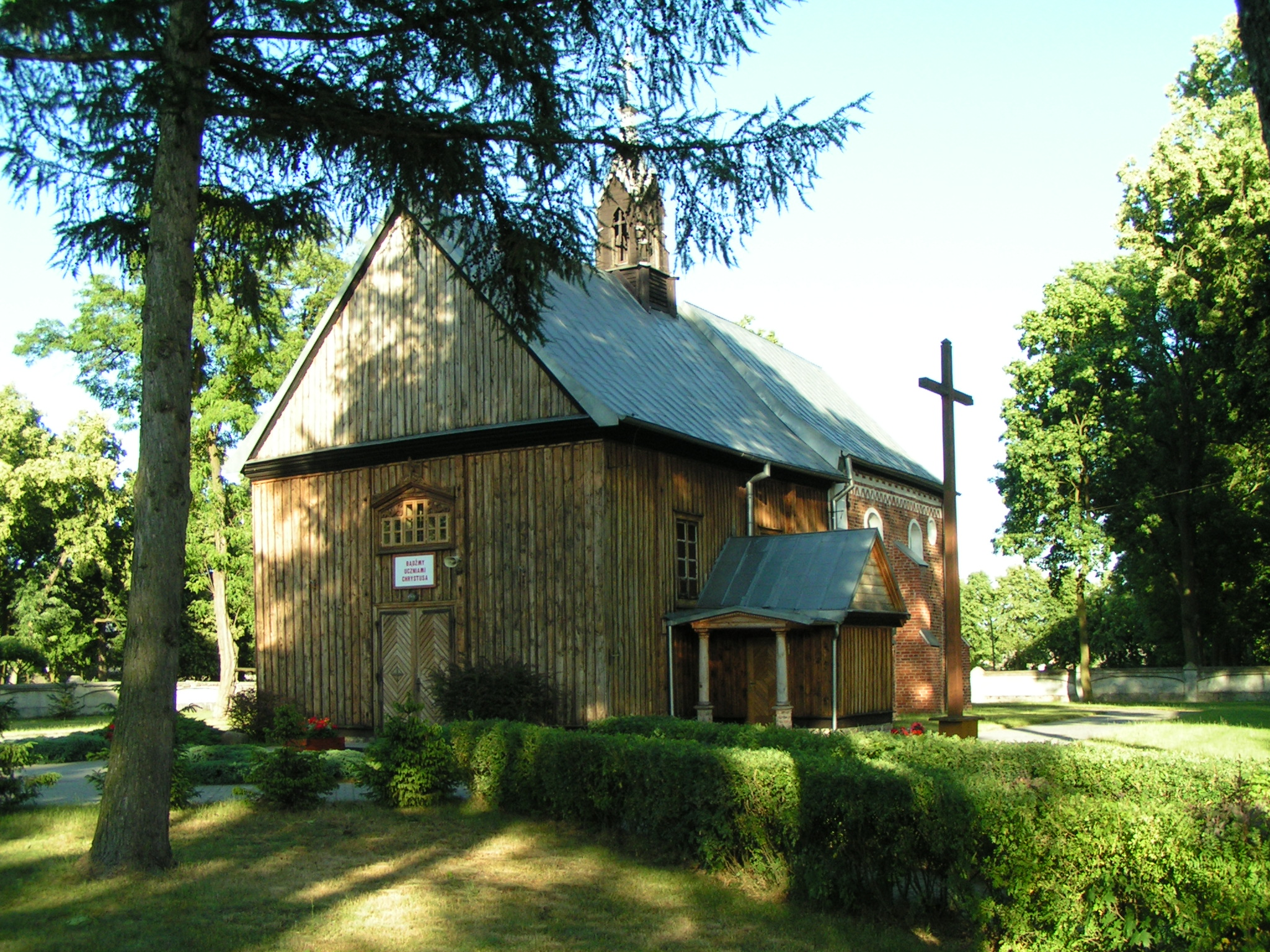
Iglesia parroquial de Malużynie

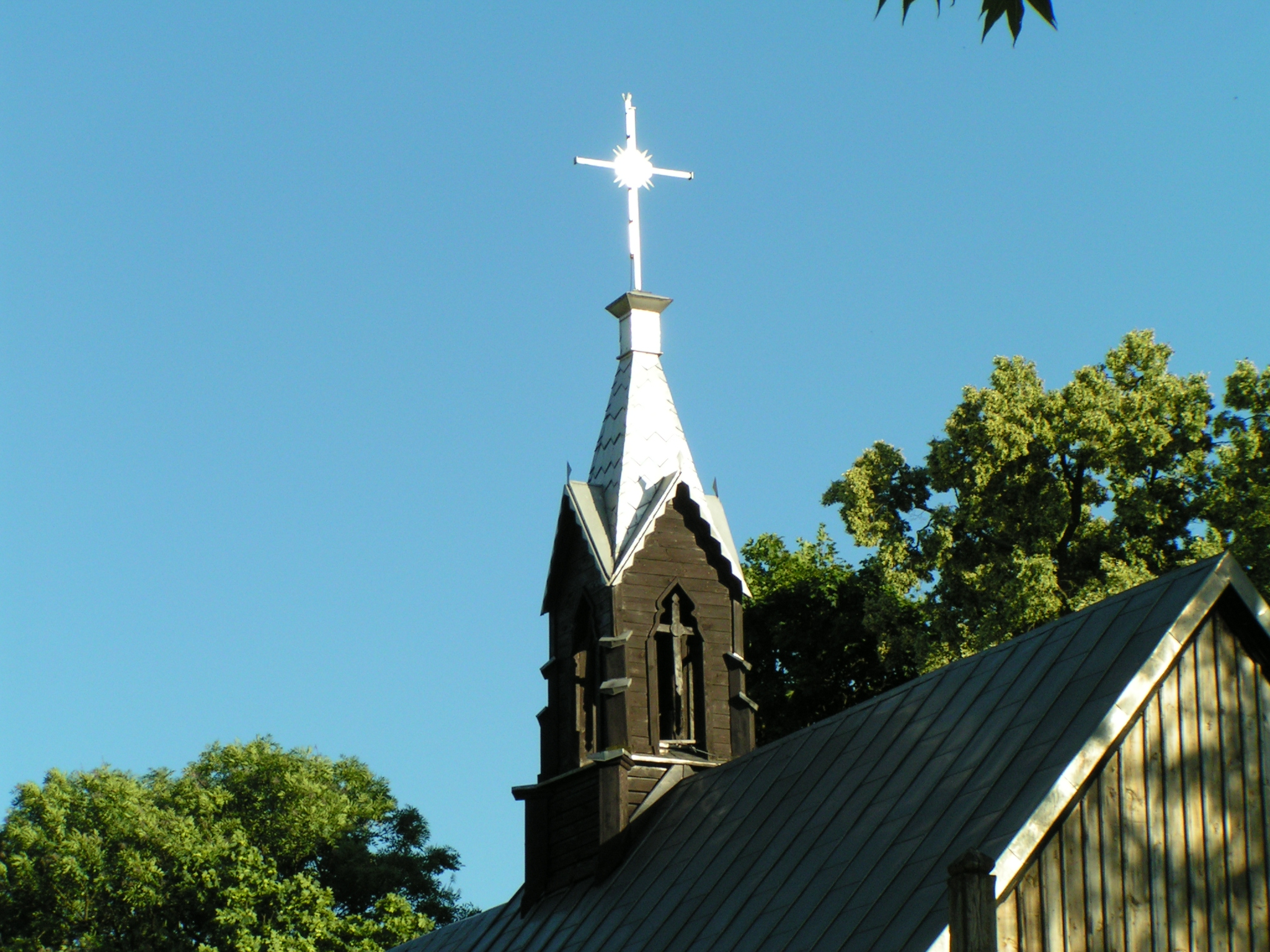
Iglesia parroquial de Malużynie – torre neogótica

## Lugares de interés
En Malużyn existe una parroquia muy antigua, fundada en 1410, la Iglesia parroquia de San Adalberto de Praga contiene elementos de distintas épocas. El presbiterio gótico se construyó en la primera mitad del siglo XVI , en la primera mitad del siglo XVII  se construyó el altar. La nave de madera fue construida en 1780 y terminada por una torre de estilo neogótico en la segunda mitad del siglo XIX. Al lado de la iglesia hay un campanario de 1655. El conjunto está inscrito en el registro de los monumentos con el número A-65, 11/21/1957.